# Жигур, Ян Матисович
Ян Матисович Жигур (Струмбис) (1895 — 1938) — российский и советский военный деятель, комбриг.

## Биография
Родился в латышской семье, из крестьян. Окончил сельскую школу, затем семинарист в Гольдингенском и Псковском уездах (отовсюду исключён за хранение и распространение запрещённой литературы без права поступления в другие казённые учебные заведения), окончил землемерные курсы в Риге в мае 1914 года. С мая 1912 года член РСДРП(б) (СДЛК). Помощник землемера землеустроительной комиссии Могилёвской губернии с 1914 года до 1915 года.
На действительной службе в императорской армии с июня 1915 года, в феврале 1916 окончил 2-ю Петергофскую школа прапорщиков. Участвовал в боях Первой мировой войны, был ранен. После Февральской революции, с марта 1917 председатель комитета РСДРП(б) 49-й пехотной дивизии, делегат 1-го Всероссийского съезда крестьянских депутатов и член исполкома Всероссийского совета крестьянских депутатов. В конце сентября 1917 года был арестован за агитацию против продолжения войны, под арестом находился до Октябрськой революции. Вернулся в 49-ю пехотную дивизию на должность председателя военно-революционного комитета. После неудачных попыток вывести с оружием части 4-й армии из королевства Румыния в Бессарабию, в начале февраля 1918 года был арестован румынским командованием, в качестве заложника находился в румынской тюрьме до мая 1918 года, после освобождения прибыл в Москву.
Член коллегии земельного отдела Московского губернского Совета, принимал участие в организации первых в губернии совхозов. В РККА с ноября 1918 года по партийной мобилизации, в Гражданскую войну был командиром 40-й стрелковой дивизии (по другим данным командовал рядом бригад и других дивизий). В боях был ранен. С сентября 1920 года являлся слушателем Академии генерального штаба. В 1923 окончил Военную академию РККА. 
С июня 1924 года служил в Разведывательном управлении штаба РККА, с октября того же года — адъюнкт. В декабре 1924 года руководил восстанием в Таллине. В 1925 году — помощник начальника 3-го отдела Разведывательного управления, с февраля 1926 года — заместитель начальника. Под псевдонимом «Струмбис» военный советник в Китае, руководил разведывательным отделом штаба Гуанчжоуской группы. С августа по сентябрь 1927 года — на стажировке в рейхсвере. 
С мая 1930 года до октября 1937 года являлся заместителем начальника военно-химического управления РККА, преподавателем в Военной академии имени М. В. Фрунзе, также в Академии генерального штаба РККА помощником начальника кафедры химии, затем тактики высших воинских соединений. В 1933-1934 годах — слушатель оперативного факультета Военной академии.
Проживал в Москве по адресу: Потаповский переулок, дом 9/11, квартира 103. В октябре 1937 по организационным мероприятиям (политическому недоверию) уволен в запас. Арестован 14 декабря 1937 года, расстрелян 22 февраля 1938 года по приговору ВКВС СССР (обвинялся в военном заговоре), посмертно реабилитирован 7 июля 1956 года.

### Звания
- прапорщик, приказ по Петроградскому военному округу от 15 февраля 1916, высочайший приказ от 2 мая 1916.
- подпоручик, ПАФ от 30 сентября 1917, старшинство 26 марта 1917.[2]
- поручик.
- комбриг, 23 ноября 1935.

### Награды
- орден Красного Знамени, 20 февраля 1928.

## Публикации
- Организация коммунистических хозяйств в земледелии, 1918.
- Влияние современной военной техники на характер будущих войн, 1927.
- Будущая война и задачи обороны СССР, 1928.
- Размах будущей империалистической войны, 1930.
- Химическое оружие в современной войне, 1933.
- Прорыв и его развитие, 1937.